# Kanton Saint-Fons
Kanton Saint-Fons (francouzsky Canton de Saint-Fons) je francouzský kanton v departementu Rhône v regionu Rhône-Alpes. Tvoří ho čtyři obce.

## Obce kantonu
- Corbas
- Feyzin
- Saint-Fons
- Solaize